# Porträt von Francis Bacon
Porträt von Francis Bacon ist ein Gemälde von Lucian Freud, das zwischen 1951 und 1952 entstanden ist. Es zeigt Freuds Freund, den Maler Francis Bacon im Alter von 43 Jahren. Das Bild wurde 1988 aus einer Ausstellung in der Berliner Neuen Nationalgalerie gestohlen und ist seitdem verschollen.

## Geschichte
Die Tate Gallery erwarb das Bild 1952 direkt vom Künstler, finanziert wurde der Kauf durch den Knapping Fund.
Das Bild wurde 1952 in der Hanover Gallery in London ausgestellt und zwei Jahre später im Britischen Pavillon auf der Biennale von Venedig.
Dieses Bild wurde im Rahmen einer Ausstellung in der Berliner Neuen Nationalgalerie am hellen Tag um die Mittagszeit aus der Ausstellung gestohlen. Das Porträt hing an einer provisorisch eingezogenen Wand, die nicht an das Alarmsystem des Hauses angeschlossen war. Seit diesem Tag ist das Bild verschwunden. Seit 2001 ist die Straftat verjährt.
2007 plante die Tate-Gallery eine Lucian-Freud-Show, an der Freud als Co-Kurator beteiligt war. In diesem Zusammenhang wurden im Juli 2006 in ganz Berlin Plakate ausgehängt, in denen nach dem Muster von Verbrecher-Fahndungsplakaten nach dem gestohlenen Bild gesucht wurde. Verbreitet wurde das Plakat ebenfalls über die internationale Presse und das Internet. Es zeigt eine vergrößerte Schwarzweiß-Abbildung des Bacon-Porträts, darüber einen roten Balken mit dem weißen Schriftzug WANTED. Der Text im unteren Register lautet: Für Hinweise, die zur Wiedererlangung dieses kleinen Gemäldes führen, ist eine Belohnung von bis zu 300.000.-- Mark (sic!) ausgesetzt.Lucian Freud fahndet nach gestohlenem Bacon-Porträt  Außerdem ist eine Telefonnummer angegeben.
In die Wege geleitet wurde die Aktion von der Tate-Gallery und dem British Council auf Anregung von Freud, der das Bild gerne in der Ausstellung gezeigt hätte. Finanziert wurde sie von einem Privatmann und Bewunderer Freuds. Lucian Freud war an dem Entwurf des Plakats beteiligt.